# Dresscode
Dresscode – singel polskiego piosenkarza i rapera White'a 2115 oraz rapera Bedoesa i rapera Taco Hemingwaya z albumu studyjnego Rodzinny biznes. Singel został wydany 29 grudnia 2022 roku. Tekst utworu został napisany przez Sebastiana Czekaja, Borysa Piotra Przybylskiego i Filipa Tadeusza Szcześniaka.
W lutym 2023 nagranie uzyskało status złotej płyty, a w lipcu 2024 – potrójnie platynowej.
Singel zdobył ponad 2 miliony wyświetleń w serwisie YouTube (2023) oraz ponad 12 milionów odsłuchań w serwisie Spotify (2023).

## Nagrywanie
Utwór został wyprodukowany przez Double three. Tekst do utworu został napisany przez Sebastiana Czekaja, Borysa Piotra Przybylskiego i Filipa Tadeusza Szcześniaka.

## Twórcy
- White 2115, Bedoes, Taco Hemingway – słowa[1]
- Sebastian Czekaj, Borys Piotr Przybylski, Filip Tadeusz Szcześniak – tekst[1]
- Double three – produkcja[1]